# Mycetophila haruspica
Mycetophila haruspica är en tvåvingeart som beskrevs av Eberhard Plassmann 1990. Mycetophila haruspica ingår i släktet Mycetophila och familjen svampmyggor.
Artens utbredningsområde är Sverige. Arten är reproducerande i Sverige. Inga underarter finns listade i Catalogue of Life.